# ボサソ
ボサソ（ボーサーソ、ボサッソ、英: Bosaso、ソマリ語: Boosaaso、アラビア語: بوساسو）はソマリア北部の港湾都市。ソマリア内での自治共和国プントランドにあり、バリ州のアデン湾南岸に位置する。地形的にはワジ（雨季に川となる場所）にあたる。昔は「ベンダー・カシム」の名で知られており、現在でも空港の名は「ベンダー・カシム国際空港」である。2008年6月の推定人口は25万人であり、内戦前よりも10倍以上に増えている。難民の出入りが激しいため、推定人口は時期や情報源によって大きく異なる。
住民の大多数はソマリ族の大氏族ダロッドの支族ハルティである。アラブ人もかなり住んでおり、アラブ･サーラックス（Arab (Maxamuud) Saalax）と呼ばれている。
プントランドの州都ガローウェや西部のベルベラとは高速道路で繋がっている。また、空港 (Bender Qassim International Airport) があり、ソマリアで最も大きな港もある。
ボサソはソマリア南部と比較すれば安定しており、発展も続いている。その資金源はハルゲイサやガルカイヨと同様に、国外離散ソマリ族からの送金である。ソマリアやエチオピアの難民を紅海を隔てたイエメンに運ぶ仕事や、海賊なども主要な収入源といわれている。発展が人を呼び、経済状況だけで言えば内戦前よりも良くなっている。
ボサソはソマリア難民が近隣諸国に（時には違法に）移住するために使われる港でもあり、イエメン、サウジアラビアやペルシア湾岸諸国に向かうことが多い。興奮性の植物の葉のカートの輸出もここから行われている。
かつてはイエメンに難民を運んでいたが、イエメン内戦の激化に伴い、逆にイエメン難民が流入するようになっている。

## 歴史
紀元1世紀に成立したといわれる『エリュトゥラー海案内記』には、古代ギリシアの商人がこの地と交易をしており、当時はモシロン(Mosylon)と呼ばれていたことが記されている。
ボサソの名前の由来について、次のような話がある。14世紀、この地はソマリア商人にカシム（Qassim）と呼ばれていた。このソマリア商人はハルティの一族カプタンレー（Kaptanleh）に属していたものと見られ、ラクダの事をボサまたはボサス、町のことをベンダーと呼んでいた。そのため、この町は長い間ベンダー・カシム（Bender Qassim）と呼ばれており、ボサソとも呼ばれるようになったという。ただし、この説はあくまでも推定である。そもそもボサソに最初に住み着いたのはカプタンレーではないと主張する氏族もいる。
近代になると、紅海やペルシア湾を航海する船舶の補給基地として使われ、商業港としても発展した。バーレ政権は1980年代中頃、中東との貿易のため、ボサソに2車線の高速道路を設け、港湾施設を充実させた。
ソマリアでは1980年代末に内戦が起こり、国土全体が荒廃した。
1996年6月にヨーロッパ連合が6千万ドルのボサソ港近代化計画を立てている。ソマリア北東部では1998年にプントランドが事実上独立し、治安をやや回復した。この頃、ソマリア各地から集まってくる難民を船でイエメンに運ぶ仕事がボサソの主要産業の一つとなり、サウジアラビアなどに脱出を図るソマリ族から一人30ドルから50ドル取り、町の経済は潤った。プントランド内での勢力争いも時々あり、2000年11月頃には治安が良かったが、2001年8月に戦闘が発生し、その後しばらくは有力な統治勢力がいなくて治安が悪化した。この頃、ボサソには氏族ごとに分かれた5つの難民キャンプがあり、そのうち4割ほどが女性だけの世帯であった。それでも2001年ごろからはユニセフ主導の水道事業が進むなど、徐々に復興が始まった。プントランドが比較的安定したため、プントランド内の大都市ボサソはソマリア東北部の行政および商業の中心都市となった。
2006年にはボサソで難民申請を行うことはできなかったが、それでもエチオピアからの難民がボサソ経由でイエメンへ向かおうとすることが多かった。
ただイエメンはソマリ人難民をよく受け入れたが、エチオピア難民は強制送還されるなど扱いが悪い。
2007年5月、日本国外務省はボサソに住む難民を支援するため、人間の安全保障基金を通じて415万ドルの支援を行うと発表している。
2014年より、イエメン内戦が発生、飢餓が発生するまでに居住環境が悪化し結果イエメンに移住したソマリ人が帰還したり、イエメン人が流入するなど、かつての移動パターンは逆転している。
ボサソの他、ソマリランドのベルベラやジブチにも続々移民が流入しつつあり、各国がそれぞれ受け入れ準備を進めている。
そんな中でもイエメンの海岸に庇護申請者が到着するなど、事態は混迷をきわめている。

## 治安など
乾燥地帯であるが、ワジ（雨季に川となる場所）にあたるため、豪雨の被害を受けやすい。2007年11月初旬には1700世帯、約1万人が被害に合い、国際連合難民高等弁務官事務所の支援を受けている。
内戦状態のソマリアにしては治安が良いが、決して良好とは言えない。誘拐事件もたびたびであり2007年10月18日には国際連合世界食糧計画の外国人スタッフが、12月16日にはフランス人ジャーナリストが、12月26日には国境なき医師団のスタッフ2名が（数日後に解放された）、2008年11月28日にはイギリス人記者が武装勢力に誘拐されている。2008年10月29日には自動車による自爆攻撃があり、犯人5名を含む19名が死亡している。

## 経済

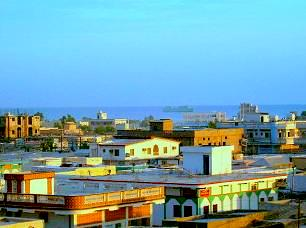
ボサソの風景、2004年

ボサソは現在も発展を続けている。ソマリア内戦前、ボサソの人口は2万人ほどだった。内戦が始まると、マジーティーンやワルサンガリなどソマリ族ハルティの支族が祖先の地であるプントランドに移住してきた。その結果、ボサソの人口は10倍となり、25万人になった。人口の劇的増加によって住宅産業も発展した。漁業も主要産業の一つであるが、人口増加の影響はさほど受けていない。ボサソの経済発展の理由の一つがアデン湾での海賊収入かもしれないとの推測もある。2009年6月16日の日本の参議院外交防衛委員会でも、国際連合開発計画のシニアアドバイザーが、ボサソ他5箇所がソマリア海賊の拠点だと証言している。

## 教育
ボサソには公私立含めて30以上の初等学校と中等学校がある。中にはボサソ公立中等学校（生徒数2000以上）、シェイカ・ハムダン中等学校（生徒数約800）といった大きな学校もある。東アフリカ大学（East Africa University）のボサソ校（Bosaso College）もあり、プントランド看護学校（Puntland Nursing Institute）もある。国際連合貿易開発会議やSIBA、Sunshineといった組織も中等学校後の教育機関を運営している。サム・グレートハウス現代技術校（The Sam Greathouse School of Modern Technology, SG-SMT）はベルベラやラス・アノドの行政体と電話ネットワークを使っての連絡を取り合っている。

## 観光名所
ボサソには白い砂浜と透明な海水があるビーチがある。都市にはインターネットカフェもある。そして違法であるが嗜好品のカートが買える喫茶店もある。ホテルも多くあり、中でもジュバホテルが有名である。郊外には山と草原があり、野生動物を観察することもできる。ボサソにはSBC TV、ETN TVなど独自のテレビ放送局があり、ラジオ放送局もある。